# Snæfellsnes- og Hnappadalssýsla

le comté en rouge sur la carte de l'Islande

Snæfellsnes- og Hnappadalssýsla était un comté islandais, situé dans la région de Vesturland. Les comtés ne sont plus une unité administrative en Islande, mais le nom est toujours utilisé pour désigner la région. Dans le comté se trouvent Snæfellsbær , Stykkishólmur et Ólafsvík .
Comme son nom l'indique, les comtés étaient autrefois deux mais ont été unis en 1871.